# 平沢信夫
平沢 信夫（ひらさわ のぶお、1947年5月11日 - ）は、日本の元俳優。本名同じ。
北海道出身。神奈川県立向の岡工業高等学校卒業。

## 来歴・人物
1970年代に、テレビの時代劇や刑事ドラマ、特撮などを中心に活動し、主にアクションを必要とされる役柄を得意とした。『一心太助』（フジテレビ）や『大江戸捜査網』（東京12チャンネル）など杉良太郎の出演作品で端役をメインとしていたが、1974年には『ウルトラマンレオ』（TBS）に宇宙パトロール隊・MACの平山隊員役でレギュラー出演。『レオ』以前には、同じ円谷プロ製作の『ミラーマン』『ファイヤーマン』においてアクションを披露している。
特技は、殺陣。

## 出演

### テレビドラマ
- 一心太助（CX）
  - 第10話「男一匹子守唄」（1971年） - 仙造の子分
  - 第19話「昔より女ならでは」（1972年） - 政吉
- ミラーマン（CX） - インベーダー
  - 第5話「怪鳥インベラー現わる!」（1971年）
  - 第11話「火焔怪人ザイラスを撃て!」（1972年）
  - 第14話「キングザイガーを倒せ!」（1972年）
- 大江戸捜査網（12ch）
  - 第59話「天狗を見た娘」（1972年）
  - 第105話「江戸の灯をたやすな!」 - 第108話「裁くのは俺だ!」（1973年）
  - 第127話「恐怖の爆破作戦!」 - 第129話「女房殺しの罠」（1974年）

他
- ファイヤーマン 第16話「奪え! ファイヤースティック」（1973年、NTV） - アルタ星人
- 風雲ライオン丸 第10話「うなる大砲 怪人ズク」（1973年、CX） - 武士
- 旅人異三郎（1973年、東京12ch）
  - 第18話「かりそめの息子が瞼に生きていた」 - 千造
  - 第21話「天竜しぶきが絆を結んだ」 - 筏師・弥助

他
- スーパーロボット レッドバロン 第10話「逆襲! 破壊光線」（1973年、NTV） - 鉄面党チーフ
- 荒野の素浪人 第2シリーズ 第12話「鬼火の谷」（1974年、NET）
- 右門捕物帖 第1話「雨の女」 - 第3話「島帰り」（1974年、NET）
- ウルトラマンレオ 第9話「宇宙にかける友情の橋」 - 第18話「吸血鬼! こうもり少女」（1974年、TBS） - 平山あつし[注釈 1]
- 闘え!ドラゴン 第12話「シャドウ死の案内状」（1974年、12ch） - シャドウの刺客
- 白い牙 第26話「復讐のフィナーレ」（1974年、NTV） - 東郷正豪の部下
- 傷だらけの天使 第5話「殺人者に怒りの雷光を」（1974年、NTV）
- 夜明けの刑事（TBS）
  - 第26話「秘密を知った父」（1975年）
  - 第41話「魔がさした若い二人」（1975年）
- Gメン'75（TBS）
  - 第1話「エアポート捜査線」（1975年） - チンピラB
  - 第50話「湯の町午前0時の殺人」（1976年）
  - 第64話「逃亡刑事」（1976年）
  - 第69話「ヒキ逃げ白バイ警官」（1976年）
  - 第73話「バカ! 大人のバカ!!」（1976年）
  - 第74話「人を殺した女の顔」（1976年） - 三上喜作に刺殺された男
  - 第77話「指の無いタクシー運転手」（1976年）
- 新宿警察 第8話「汗まみれの逆転」（1975年、CX）
- 非情のライセンス 第2シリーズ 第42話「兇悪の時効」（1975年、NET）
- 敬礼!さわやかさん 第18話「熱血! 刑事道」（1976年、NET）
- 赤い運命 第1話「再開・それは悲劇のはじまり」（1976年、TBS）
- 同心部屋御用帳 江戸の旋風II 第8話「下町娘と若浪人」（1976年、CX）

### 映画
- 出所祝い（1971年、東宝）
- 無宿人御子神の丈吉 黄昏に閃光が飛んだ（1973年、東宝）